# Nicolas Notovitch
Nicolas Notovitch ou Nicolas Notovič, en russe : Николай Александрович Нотович (1858 - 18 mars 1941), est un journaliste russe.
En 1894, il publie en français son livre La Vie inconnue de Jésus-Christ, qui est à la source de nombreuses attaques et polémiques.

## La polémique surLa Vie inconnue de Jésus-Christ
L'idée selon laquelle Jésus avait voyagé en Asie a d'abord été proposée par l’avocat et spiritualiste français Louis Jacolliot (1837-1890) à ce sujet dès 1869. Elle a été reprise en 1894 par  Nicolas Notovich à la suite de ses voyages en Inde et au Ladakh.

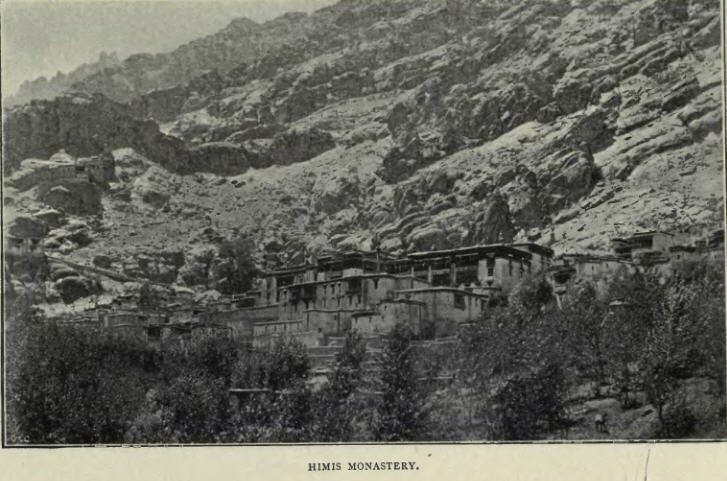
Photographie ancienne du monastère de Hemis en 1899

Notovič a affirmé avoir fait un voyage en compagnie de marchands en provenance d'Inde. Il se trouvait dans le monastère de Hemis au Ladakh, en passant lors d'une de ses explorations. Il a dit que lors de son départ du monastère, il se cassa la jambe et il y fut ramené pour y être soigné. Le chef des moines lui montra durant son séjour un parchemin qui contenait le récit du voyage de Jésus en Inde. Le nom utilisé dans ces écrits était celui d'Îsâ, le même nom utilisé par les Arabes. De retour en Europe et non sans réticences, Notovič publie ce qu'il avait été autorisé à copier des rouleaux. Ces bases auraient été par exemple formellement démenties (par document signé) par les moines tibétains cités par Notovič au monastère bouddhiste de Hemis au Ladakh (Inde actuelle). Écrit en français, l'ouvrage intitulé La Vie inconnue de Jésus-Christ, provoqua une tempête de controverses, à partir de laquelle la notoriété de Notovič se disloqua. Le cardinal Luigi Rotelli (1833-1891) s'opposa à la publication du récit de Notovič. L'attaque principale fut menée à son encontre par l'éminent orientaliste Max Muller. Nicolaj Notovič était en contact avec Ernest Renan. Ernest Renan a consacré une part essentielle de son œuvre aux religions avec par exemple son Histoire des origines du christianisme (7 volumes de 1863 à 1881) et sa Vie de Jésus (1863). Ce livre, qui marqua les milieux intellectuels de son vivant contient la thèse, alors controversée, selon laquelle la biographie de Jésus doit être comprise comme celle de n'importe quel autre homme, et la Bible comme devant être soumise à un examen critique comme n'importe quel autre document historique. Ceci déclencha des débats passionnés et la colère de l'Église catholique qui mirent les livres de Renan comme ceux de Nicolas Notovič à l'Index librorum prohibitorum (index des livres interdits).
En 1893, les travaux de Notovič ont tout d'abord été présentés à un forum international à Chicago par Virchand Gandhi (en), un délégué jaïniste important du "First Parliament of the World's Religions" (Parlement des religions). Il est porté au crédit de Shri Virchand Gandhi d'avoir fait en 1894 la traduction et la publication en anglais de l'ancien manuscrit trouvé au Tibet.
L'un des sceptiques qui a personnellement enquêté sur Notovič était Swami Abhedananda (en) (1866-1939), qui voyagea au monastère d'Hemis afin de trouver une copie du manuscrit, ou à défaut, de révéler la fraude. Son livre de voyage, intitulé Kashmir O Tibetti, raconte l'histoire d'une visite de la gompa de Hemis et comprend une traduction en bengali de 224 versets, essentiellement les mêmes que le texte cité par Nicolaj Notovič, corroborant l'existence de ces documents. En 1925, le philosophe russe Nicolas Roerich (1847-1947) a également voyagé au monastère. Il a apparemment vu les mêmes documents que Notovič et Abhedananda et le mentionne dans son journal de voyage.
L'aventure que s'attribue Nicolaj Notovič dans la découverte des rouleaux tibétains sacrés de Îsâ (Jésus) est une reprise quasi-conforme des aventures d'un autre explorateur présenté par Helena Blavatsky de la société théosophique dans Isis dévoilée (1877),. Il se casse lui aussi une jambe avant d'être transporté non pas sur les sommets du Tibet, mais en Grèce sur le mont Athos où il découvrira alors un texte qu'elle attribue à Celse et qui parle du même Jésus ayant parcouru le monde en se révélant Grand Maître des religions : Vraie doctrine (remaniant le texte authentique de Celse : Discours véritable). Cependant les documents originaux de Blavatsky ne possèdent aucune autre référence et n'ont jamais été présentés.

## Vie privée
Il était l'époux de Aleksandra Kornilov, petite-fille de l'amiral défenseur de Sébastopol.